# Doto fragaria
Doto fragaria is een slakkensoort uit de familie van de Dotidae. De wetenschappelijke naam van de soort is voor het eerst geldig gepubliceerd in 1989 door Ortea & Bouchet.